# دهغاه (بدرانلو)
دهغاه (بالفارسية: دهگاه) هي قرية تقع في إيران في قسم بدرانلو الريفي. يقدر عدد سكانها بـ 1,581 نسمة .